# T. Hayes Hunter
T. Hayes Hunter (de son vrai nom Thomas Hayes Hunter) est un réalisateur, scénariste et producteur américain, né le 1er décembre 1884 à Philadelphie (Pennsylvanie)  et décédé d'une crise cardiaque le 14 avril 1944 à Londres (Angleterre).
Il fut l'époux de l'actrice Millicent Evans de 1919 à 1944, date de sa mort.

## Filmographie

### Comme réalisateur
- 1912 : Papa's Double
- 1912 : Getting Rich Quick
- 1912 : Farmer Allen's Daughter
- 1913 : While Father Telephoned
- 1914 : Fire and Sword
- 1914 : The Seats of the Mighty (en)
- 1914 : The Vampire's Trail (coréalisateur : Robert G. Vignola)
- 1915 : Judy Forgot
- 1915 : Father and Son
- 1916 : The Crimson Stain Mystery
- 1918 : The Border Legion
- 1918 : Once to Every Man
- 1919 : Le Secret de l'or (Desert Gold)
- 1920 : The Cup of Fury
- 1920 : Les morts nous frôlent (Earthbound)
- 1921 : The Light in the Clearing
- 1924 : The Recoil
- 1924 : Trouping with Ellen
- 1924 : Damaged Hearts
- 1925 : Le Vainqueur du ciel (The Sky Raider)

- 1925 : Wildfire (en)
- 1927 : One of the Best
- 1928 : A South Sea Bubble

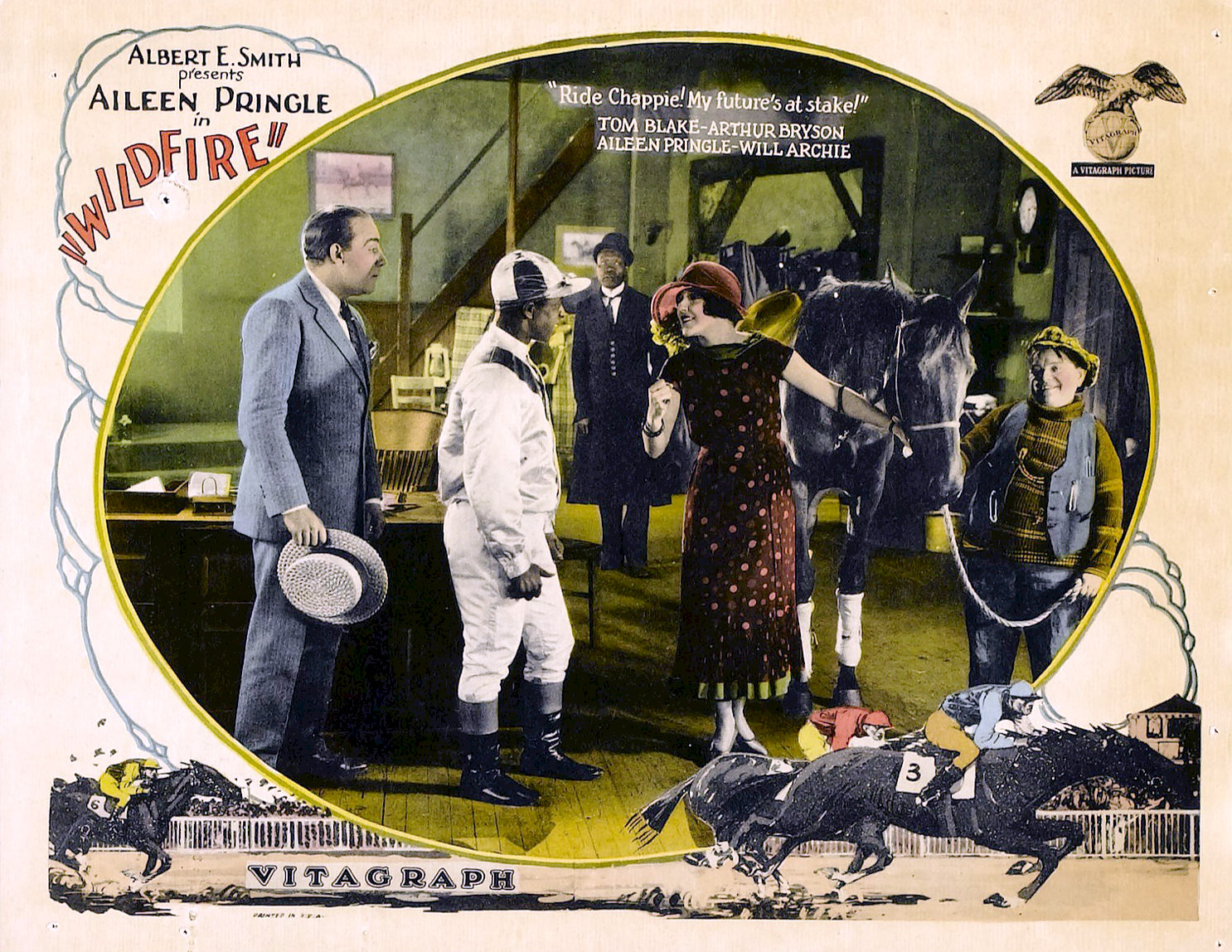
Carte promotionnelle du film Wildfire (1925).

- 1928 : The Triumph of the Scarlet Pimpernel
- 1929 : The Silver King
- 1931 : The Calendar
- 1931 : The Man They Couldn't Arrest
- 1932 : The Frightened Lady
- 1932 : White Face
- 1932 : Sally Bishop
- 1933 : Le Fantôme vivant (The Ghoul)
- 1934 : Warn London
- 1934 : The Green Pack
- 1934 : Josser on the Farm

### Comme scénariste
- 1913 : The Vampire
- 1913 : While Father Telephoned
- 1914 : The Vampire's Trail
- 1931 : The Man They Couldn't Arrest

### Comme producteur
- 1921 : The Light in the Clearing
- 1924 : Damaged Hearts